# Cristofi Cerchez
Hristea „Cristofi” Cerchez (n. 5 iulie 1872, în comuna Băneasa-Herăstrău - d. 15 ianuarie 1955, în București) a fost un inginer și arhitect român, care a avut legături puternice cu stilul neoromânesc din arhitectură.

## Realizări

### Vila Stătescu

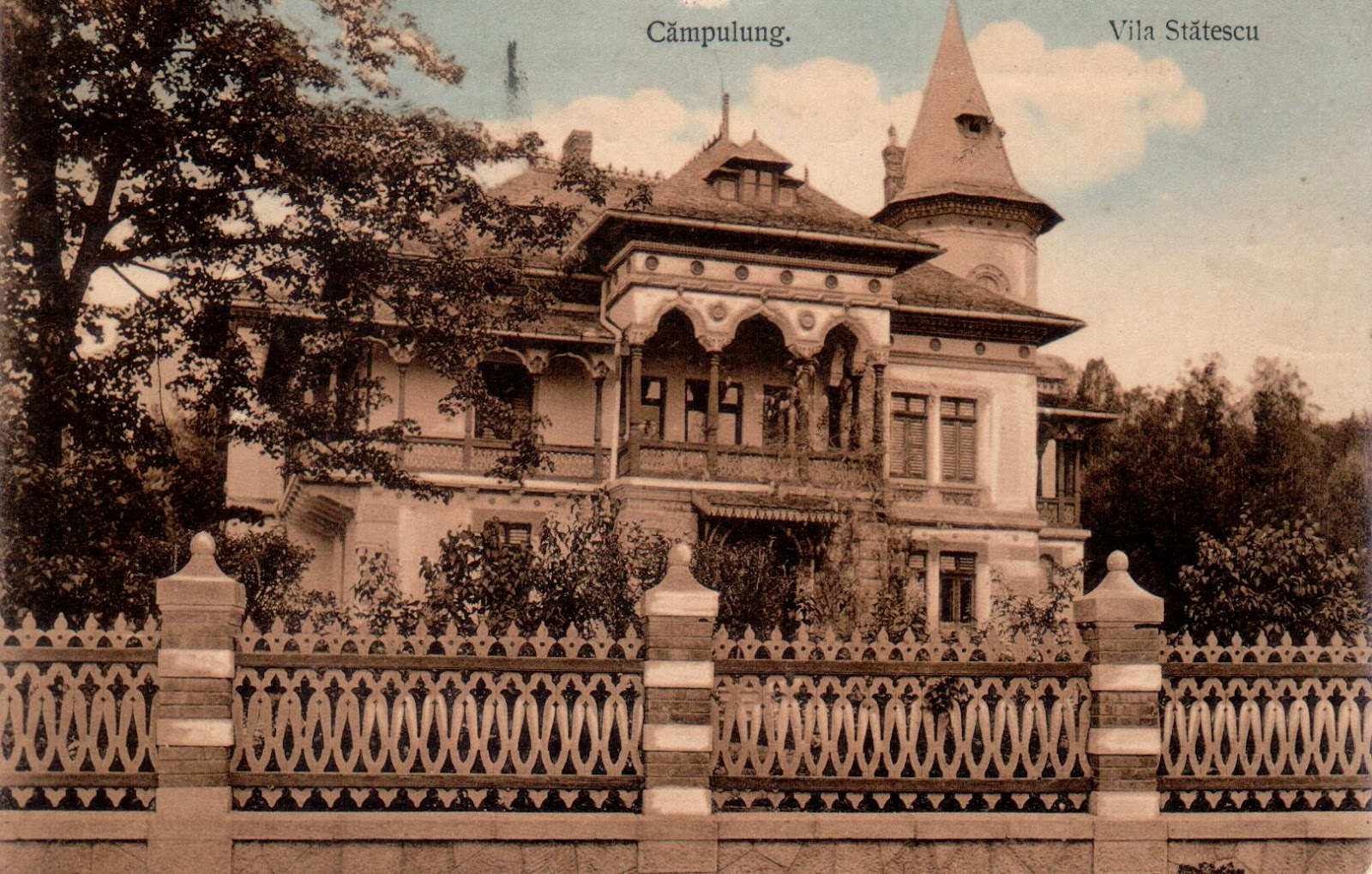
Carte poștală din 1911 reprezentând Vila Stătescu

Primul imobil cunoscut ca fiind proiectat de arhitectul Cristofi Cerchez este vila omului politic liberal Eugeniu Stătescu situată în orașul Câmpulung. Imobilul, situat în partea de nord-vest a orașului, pe strada Lascăr Catargiu nr. 38/43, a fost proiectat și construit între 1898-1900, când Cerchez era un tânăr arhitect debutant de numai 26 de ani. De-a lungul timpului casa și-a schimbat de mai multe ori proprietarii, aparținând pe rând urmașilor lui Eugeniu Stătescu, apoi Eforiei Spitalelor Civile pentru a fi în cele din urmă naționalizată de autoritățile comuniste.
Vila Stătescu a fost declarată monument istoric, fiind inclusă pe Lista monumentelor istorice din anii 2004 și 2010, ca monument arhitectonic de importanță locală, având codul de clasificare cod LMI AG-II-m-B-13521.